# 竹內結子
竹内結子（日语：／ Takeuchi Yūko，1980年4月1日—2020年9月27日），日本女演員。星塵傳播所屬。埼玉縣浦和市（现埼玉市南区）出身。丈夫是演员中林大树。

## 生平
1996年10月17日，16歲的竹内結子於富士電視台放映的電視劇《新木曜的怪談 Cyborg》出道，同劇的新人還有堂本光一。1999年憑藉演出NHK晨間小說連續劇《明日香》而知名度日增。在累積了充分的幕前演出及配角經驗後，竹内結子在2001年的星運突飛猛進，在一年之間擔任來自不同電視台3套連續劇的重要角色，而且分別與Johnnys事務所的當紅男藝人合作，包括有與SMAP隊長中居正廣合演TBS放映的《白影》（收視高達20.16%）、與TOKIO長瀨智也合作富士電視台播放的《女婿大人》，還有與堂本剛共演的《熱血教師》。
2002年竹内結子演出的富士電視台月9劇《午餐女王》，除了是她首次擔正黃金時段、人氣象徵的「月九」外，同劇參演的陣容亦星光熠熠，計有堤真一、江口洋介、妻夫木聰、山下智久、山田孝之和瑛太。兩年後與日劇天王木村拓哉合作的冰上悍將亦同樣風靡一時。由於竹內結子飾演的多數角色性格討喜而且笑容燦爛親切，令她被冠以「笑顏女王」稱號，也使其劇集收視與口碑俱佳。
以連續劇的成功為跳板，竹內結子自2004年起主力於電影方面的演出，開拓演藝生命的另一階段。她的銀幕代表作《藉著雨點說愛你》票房高達47億日元，是該年度日本票房季軍。2007年回歸後主演的小本電影《那年夏天　我、洋子還有老爸》亦好評如潮，橫掃日本影壇各大獎項，逐漸確立其實力派女星的形象。
2017年7月5日，竹内结子开通个人官方Instagram帐户，拉近她与粉丝之间的距离。Instagram开通后不久，就有将近88900名网友关注她的Instagram帐户。竹内结子Instagram的第一张照片就是她化妆和身穿礼服的照片，但她的头发已经剪短（之前2013年为主演《段田凜 勞動基準監督官》剪过一次短发，到2015年下半年逐渐留长发）。
2020年9月27日，在位於東京澀谷區的公寓內被發現不省人事，送往醫院後宣告死亡，警方怀疑案件为自杀。当晚，竹内结子跟丈夫中林大树晚餐后，独自上楼休息。之后中林大树走进卧室，发现她已经在衣帽间上吊自杀，于是在凌晨两点叫来救护车，但此时竹内结子已经停止呼吸。由于自杀时并未留下遗书，竹内结子的自杀原因至今仍然不明（一说产后抑郁症）。9月30日，竹内结子的葬礼在丈夫与儿子的见证下秘密举行，之后遗体火化并下葬。

## 家庭
2005年5月10日，竹內結子在她的個人官方網頁宣佈與著名歌舞伎演員中村獅童相戀，契機乃拍攝《藉著雨點說愛你》期間假戲真作。同日她與中村獅童一起會見記者，宣佈已懷孕3個月。兩人於6月25日結婚，同年底生下一男嬰。
2006年7月中村獅童涉嫌酒後駕車，又不理交通號誌被警察局拘留時，被傳媒大肆披露女星岡本綾當時也在車上，竹內結子與中村兩人因而進入分居狀態。
2006年10月竹內結子申請與中村獅童離婚，2008年2月29日離婚協議正式成立。
2009年因合作电影《染血将军的凯旋》，竹内结子与比自己小4岁的事务所后辈中林大樹相识相爱，2019年2月27日再婚，两人通过所属事务所连名发表了结婚喜讯，8月29日竹内结子宣布怀了第二胎。。
2020年1月下旬，竹内结子诞下次子。

## 演出
※ 角色名稱粗體字為主演作品

### 電影
- 七夜怪談（1998年1月31日、東宝）- 大石智子
- 無辜的世界（日语：イノセントワールド）（1998年、東北新社）- 珠泉アミ（與安藤政信雙主演）
- BIG SHOW！若為夏威夷歌唱（日语：ビッグ・ショー! ハワイに唄えば）（1999年、東寶）- 高橋里美 役
- 星願（2003年4月12日、東宝）- 青島奏
- 黃泉復活（2003年1月18日、東宝）- 橘葵
- 天國之本屋～戀火（日语：天国の本屋〜恋火）（2004年6月5日、松竹）- 長瀬香夏子 / 桧山翔子
- 藉著雨點說愛你（2004年10月30日、東宝）- 秋穂澪
- 春之雪（2005年10月29日、東宝）- 綾倉聡子
- 那年夏天　我、洋子還有老爸（日语：サイドカーに犬）（2007年6月23日、Bitters End）- 洋子（ヨーコ）
- 看見巧克力的世界（日语：ショコラの見た世界）（2007年10月13日、T-JOY）- 初子（ショコラ）
- 塵封筆記本（日语：クローズド・ノート）（2007年9月29日、東宝）- 真野伊吹
- 午夜雄鷹（日语：ミッドナイト・イーグル）（2007年11月23日、松竹）- 有沢慶子
- 白色榮光（2008年2月9日、東宝）- 田口公子
- 白色榮光 急診室疑雲（2009年3月7日、東宝）- 田口公子
- 男兒有淚不輕彈（2009年11月14日、東宝）- 山岸徹子
- 宅配男與披頭四搖籃曲（2010年1月30日、東宝）- 樋口晴子
- 花戀物語（日语：FLOWERS -フラワーズ-）（2010年6月12日、東宝）- 薰
- 我與妻子的1778個故事（2011年2011年1月15日、東宝）- 牧村節子
- 隼鳥號HAYABUSA（日语：はやぶさ/HAYABUSA）（2011年10月1日、FOX）- 水沢恵
- 鬼壓床了沒（2011年10月29日、東宝）- 日野風子 / 矢部鈴子
- 洋芋片（日语：ポテチ (伊坂幸太郎)）（2012年4月7日）-路人（客串）
- 草莓之夜（2013年1月26日、東宝）- 姬川玲子
- 不可思議的海岸物語（日语：ふしぎな岬の物語）（2014年10月11日、東映）- 龍崎綠（竜崎みどり）
- 殘穢-不能住的房間-（日语：残穢 -住んではいけない部屋-）（2016年1月30日、松竹）- 「我」
- 殿下萬萬稅（日语：殿、利息でござる!）（2016年5月14日、松竹）- 阿時（とき）
- Creepy恐怖鄰人（日语：クリーピー 偽りの隣人）（2016年6月18日、松竹）- 康子
- 旅貓日記（日语：旅貓日記）（2018年10月26日、松竹）- 法子
- 信用詐欺師JP : 香港浪漫篇（2019年5月17日、東宝）- 劉藍 / 明星
- 信用詐欺師JP : 公主篇（2020年7月23日、東宝）- 明星
- 漫長的告別（2019年、Asmik Ace）- 今村麻里[13]
- 浪人47愁錢中（日语：決算! 忠臣蔵） （2019年11月22日、松竹）- 理玖（りく）

### 電視劇
- 新木曜的怪談（日语：木曜の怪談）單元〈Cyborg〉（1996年10月17日 - 11月21日、富士電視台）- 今村優香
- 一个好人（日语：いいひと。）。第5話、第6話（1997年5月13・20日、關西電視台、富士電視台）- 林田真紀
- shin-D-夏日遺忘的事-（日语：shin-D）　第2話（1997年9月10日、日本電視台）
- 凍夏（日语：凍りつく夏）（1998年7月6日 - 9月14日、讀賣電視台）- 森口純子
- 危險刑事 Forever TV Special'98（日语：あぶない刑事）（1998年8月28日、日本電視台）- 風吹明日香
- せつない（日语：せつない） -the 19th tale-「線香花火」（1998年、朝日電視台）- 田島清香
- 寺内貫太郎一家（日语：寺内貫太郎一家）98年秋季特別篇（1998年9月24日、TBS電視台）- 河內美鈴
- 你以為你是誰（1998年10月11日 - 12月20日、TBS周日劇場）- 木村友里
- 羅曼史（日语：ロマンス (1999年のテレビドラマ)）（1999年4月12日 - 6月28日、讀賣電視台）- 倉澤琴繪
- 晨間小說連續劇明日香（日语：あすか (テレビドラマ)）（1999年10月4日 - 2000年4月1日、NHK）- 宮本明日香（宮本あすか）
- Friends（日语：Friends (テレビドラマ)）（2000年7月7日 - 9月15日、TBS電視台）- 松野美雪
- 百年物語 第2夜『戰後篇・用愛化解悲傷』（2000年8月29日、TBS電視台）- 永井敏子（永井とし子）
- 我形我素（日语：スタイル!）（2000年10月12日 - 12月14日、朝日電視台）- 榊原栞
- 白影（2001年1月14日 - 3月18日、TBS）- 志村倫子
  - 白影 故事的緣起與生命的記憶 SP（2003年1月2日）
- 女婿大人（2001年4月12日 - 6月28日、富士電視台）- 新井櫻（新井さくら）
- 熱血教師（日语：ガッコの先生） （2001年10月7日 - 12月16日、TBS）- 朝倉素子
- 午餐女王（2002年7月1日 - 9月16日、富士電視台）- 麥田夏美（麦田なつみ）
- 笑顏的法則（2003年4月13日 - 6月22日、TBS電視台）- 倉澤祐美
- 華沙的秋天（日语：ワルシャワの秋 (テレビドラマ)）（2003年12月23日、關西電視台）- 青木葉子
- 冰上悍將 （港譯：冰之驕子Pride）（2004年1月12日 - 3月22日、富士電視台）- 村瀨亞樹
- 新紐約戀物語（日语：新ニューヨーク恋物語）（2004年3月30日、富士電視台）- 藤倉英子
- 不愉快的基因（2005年1月17日 - 3月28日、富士電視台月9）- 蒼井仁子
- 沒有玫瑰的花店（2008年1月14日 - 3月24日、富士電視台月9）- 白戸美櫻
- 超時空感應（港譯：2分17秒）（2009年9月24日 - 2010年5月27日、美國ABC電視台）- 慶子（ケイコ）
- 彩虹閃耀夏之戀（2010年7月19日 - 9月20日、富士電視台）- 北村詩織
- 草莓之夜 - 姫川玲子
  - 草莓之夜 SP（2010年11月13日）
  - 草莓之夜（2012年1月10日 - 3月20日）
  - 草莓之夜：無形雨之後 SP（2013年1月26日）
- 了不起的偷拍 完美無缺的門房 鬼壓床了沒特別節目（2011年11月5日、富士電視台）- 料理研究家
- CHEAP FLIGHT廉價航空（日语：チープ・フライト）（2013年3月1日、NTV）- 相澤美晴
- 段田凜 勞動基準監督官（2013年10月2日 - 12月11日、NTV）- 段田凜
- 大空港（日语：大空港2013）（2013年12月29日、WOWOW）- 大河內千草
- 松本清張 黑色福音國際線空姐殺人案（日语：黒い福音）（2014年1月19日、朝日電視台）- 江原康子（江原ヤス子）
- 上流階級 富久丸百貨店外商部（日语：上流階級 富久丸百貨店外商部）（2015年1月16日、富士電視台）- 鮫島静緒
- 復仇法庭（日语：復讐法廷 (2015年のテレビドラマ)）（2015年2月7日、朝日電視台）- 緒方信子
- 陰差陽錯的女演員們（日语：かもしれない女優たち）（2015年6月23日、富士電視台）- 竹内結子
  - 陰差陽錯的女演員們 - 2016 -（日语：かもしれない女優たち）（2016年10月10日、富士電視台）- 竹内結子
- 世界奇妙物語 25周年紀念秋之2週連續SP「箱」 -（2015年11月28日、富士電視台）-  朔子
- 大河劇 真田丸（2016年4月10日 - 12月18日、NHK）- 淀殿
- A LIFE〜深愛的人〜（2017年1月15日 - 3月19日，TBS電視台）- 壇上深冬
- 清白的日子（日语：イノセント・デイズ）（2018年3月18日 - 4月22日、WOWOW）- 田中幸乃
- 神探夏洛克小姐（2018年4月27日 - 6月15日、HBO Asia X Hulu）- 雙葉‧雪莉‧紗來（夏洛克）
- QUEEN 醜聞專門律師（日语：スキャンダル専門弁護士_QUEEN）（2019年1月10日 - 3月14日、富士電視台）- 冰見江

### 舞台劇
- 君となら〜Nobody Else But You（日语：君となら〜Nobody Else But You）（2014年8月9日 - 9月15日）- 小磯あゆみ

### 配音
- 西洋暑假劇場電影《Titanic》日本特別編輯版（2001年8月31日-9月1日、富士電視台）※Rose角色日語配音
- 腦筋急轉彎（2015年7月18日、Disney） ※Joy角色日文配音

### 廣播
- YUI RADIO Vol.9 ～SPECIAL EDITION～（2006年5月25日、網路電台） ※嘉賓出演
- YUI LOCKS!（日语：ARTIST_LOCKS!#YUI_LOCKS!）（2007年6月28日、JFN・TOKYO FM） ※嘉賓出演
- 廣播劇『廣播劇團『小小的奇蹟』』（2010年、TOKYO FM）- 中島真紀子、織田佳代
- 竹内結子的 All Night Nippon GOLD（日语：オールナイトニッポンGOLD）（2013年2月1日、日本放送）
- 今晩是吉永小百合（日语：今晩は 吉永小百合です）（2014年8月31日、2014年9月7日、TBS電台） ※嘉賓出演
- 竹中直人〜月夜之蟹〜（日语：竹中直人〜月夜の蟹〜）（2015年2月16日、2015年2月23日、2015年3月2日、2015年4月20日、TBS電台） ※嘉賓出演
- IMOTO AYAKO的素顏（日语：イモトアヤコのすっぴんしゃん）（2017年12月11日、2017年12月18日、TBS電台） ※嘉賓出演

### 其他
- 世界ウルルン滞在記 [スイス アルプス]（瑞士阿爾卑斯）
- 素敵な宇宙船地球号
- 柴崎幸「EUPHORIA 」MV出演（2010年、富士電視台『草莓之夜』主題曲）

## 書籍
- ニオイふぇちい（竹内結子・著、2004年、ぴあ）ISBN 4-8356-0938-7
- ニオイふぇちぃ2 カロリーオフ（竹内結子・著 2006年、ぴあ）ISBN 4-8356-1616-2
- たびぼん タヒチ旅日記（竹内結子・著 2007年、SDP）ISBN 4-903620-12-3
- 「たけうちマルシェ 心に届くおいしいさしいれ102」（文藝春秋）（竹内結子・著 2011年） ISBN 4163745203
- 「竹内結子オフィシャルカレンダー　2011.4.1→2012.3.31」(SDP) ISBN 4903620859

## 寫真集
- ファースト写真集「たけうち」（1998年）

## 單曲
- 「ただ風は吹くから」（波麗佳音、1998年）

## 獎項
| 年份     | 大賞名稱                       | 獎項               | 作品                       |
| -------- | ------------------------------ | ------------------ | -------------------------- |
| 2001年度 | 第九回 橋田賞                  | 新人賞             | 白影、百年の物語、我型我素 |
| 2001年度 | 第11屆 TV LIFE年度日劇大賞2001 | 女主角獎           | 白影、女婿大人、熱血教師   |
| 2001年度 | 第31屆 日劇學院賞              | 最佳女配角         | 熱血教師                   |
| 2002年度 | 第26回 エランドール賞          | 新人賞             |                            |
| 2002年度 | 第34屆 日劇學院賞              | 最佳女主角         | 午餐女王                   |
| 2003年度 | 第27回 日本電影金像獎          | 優秀主演女優賞     | 黃泉復活                   |
| 2003年度 | 第13回 日本電影批評家大獎      | 主演女優賞         | 黃泉復活                   |
| 2003年度 | 第6屆 日刊體育日劇大賞         | 年度優秀主演女優賞 | 午餐女王                   |
| 2004年度 | 第7屆 日刊體育日劇大賞         | 年度優秀主演女優賞 | 冰上悍將                   |
| 2004年度 | 第28回 日本電影金像獎          | 優秀主演女優賞     | 藉著雨點說愛你             |
| 2004年度 | 第9回 日本網路電影大獎         | 最優秀主演女優賞   | 藉著雨點說愛你             |
| 2005年度 | 第29回 日本電影金像獎          | 優秀主演女優賞     | 春之雪                     |
| 2007年度 | 第81回 電影旬報                | 最優秀主演女優賞   | 那年夏天 我、洋子還有老爸  |
| 2007年度 | 第17回 日本電影批評家大獎      | 最優秀主演女優賞   | 那年夏天 我、洋子還有老爸  |
| 2007年度 | 第20回 日刊體育電影大獎        | 最優秀主演女優賞   | 那年夏天 我、洋子還有老爸  |
| 2007年度 | 第31回 山路文子電影獎          | 女優賞             | 那年夏天 我、洋子還有老爸  |
| 2008年度 | 第56回 日劇學院賞              | 最佳女配角         | 没有玫瑰的花店             |
| 2010年度 | 第66回 日劇學院賞              | 最佳女配角         | 彩虹闪耀夏之恋             |
| 2014年度 | 第38屆 日本電影金像獎          | 優秀助演女優賞     | 不可思議的海角物語         |